# Mustelus asterias
Mustelus asterias là một loài cá nhám thuộc họ Triakidae. Chúng được tìm thấy trên thềm lục địa phía đông bắc Đại Tây Dương, giữa vĩ độ 61 ° B và 16 ° B, từ bề mặt đến độ sâu 200 m.